# Paul de Bont Producties
Paul de Bont Producties is een onafhankelijke Nederlandse film- en televisieproductiemaatschappij die vooral documentaires maakt voor de Nederlandse publieke omroep. Het bedrijf werd in 1993 door Paul de Bont opgericht en bevindt zich in Hilversum. 

## Prijzen
- Voor De Tijd van je Leven ontvingen regisseur Noud Holtman en Paul de Bont de Cinekid Award voor beste Jeugddocumentaire.
- Het Leven dat we Droomden werd genomineerd voor de Gouden Kalf (filmprijs) beste korte documentaire.
- God is My Co-Pilot ontving de Publieksprijs op het WACC-filmfestival in Helsinki
- Echo van het Hart ontving de Filmprijs Filmfestival Gorinchem